# Litoria verae
Litoria verae (tên tiếng Anh: Vera's Treefrog) là một loài ếch thuộc họ Pelodryadidae. Chúng là loài đặc hữu của Tây Papua, Indonesia.
Các môi trường sống tự nhiên của chúng là các khu rừng ẩm ướt đất thấp nhiệt đới hoặc cận nhiệt đới, sông có nước theo mùa, đất ngập nước với cây bụi là chủ yếu, và đầm nước. Loài này đang bị đe dọa do mất môi trường sống.